# Сент Кетринс
Сент Кетринс (енгл. St. Catharines) је град у Канади у покрајини Онтарио. Према резултатима пописа 2011. у граду је живело 131.400 становника, а 377.000 у ширем подручју. То је највећи град области Нијагара.
Град лежи на северном улазу у канал Веланд и на језеру Онтарио.

## Становништво
Према резултатима пописа становништва из 2011. у граду је живело 131.400 становника, што је за 0,4% мање у односу на попис из 2006. када је регистровано 131.989 житеља.
| 2006.   | 2011.   |
| ------- | ------- |
| 131.989 | 131.400 |